# Dastan
Dastan (auch Daştan) ist ein Vor- und Familienname.

## Namensträger des Vornamens
- Dastan Lepschakow, (* 1997), kirgisischer Billardspieler
- Dastan Sarygulow (* 1947), kirgisischer Geschäftsmann

## Namensträger des Nachnamens
- Muhammed Batuhan Daştan (* 1997), türkischer Schachspieler